# Chapelle du Crucifix du Croisic
Pour les articles homonymes, voir Chapelle du Crucifix.
La chapelle du Crucifix est un lieu de culte catholique situé sur la commune du Croisic, dans le département français de la Loire-Atlantique. Elle est inscrite au titre des monuments historiques en 1952.

## Présentation
La chapelle est située à l'est du centre du Croisic, près de la limite avec Batz-sur-Mer, à proximité des marais salants de Guérande et de l'océan Atlantique. Elle est rattachée à la paroisse Saint-Yves-de-la-Côte-sauvage du diocèse de Nantes. Elle est bâtie en granit, dans le style gothique flamboyant.
La porte principale, sur la façade ouest, est en anse de panier à ébrasement mouluré et archivolte en accolades à fleurons et pinacles encadrant une fenêtre ogivale ; un portail identique orne la façade nord.

## Historique
La chapelle du crucifix est construite vers 1540, à l'initiative d'un riche armateur local, Raoul Karahès, qui décide d'élever un sanctuaire à l'endroit où la tradition situe la baptême des premiers habitants au VIe siècle par saint Félix, évêque de Nantes. Cet épisode est représenté sur un des vitraux de l'église Notre-Dame-de-Pitié.
Les papes Clément VII en 1534 puis Paul III en 1540 publient des bulles accordant des indulgences aux croyants qui visitent et entretiennent la chapelle.

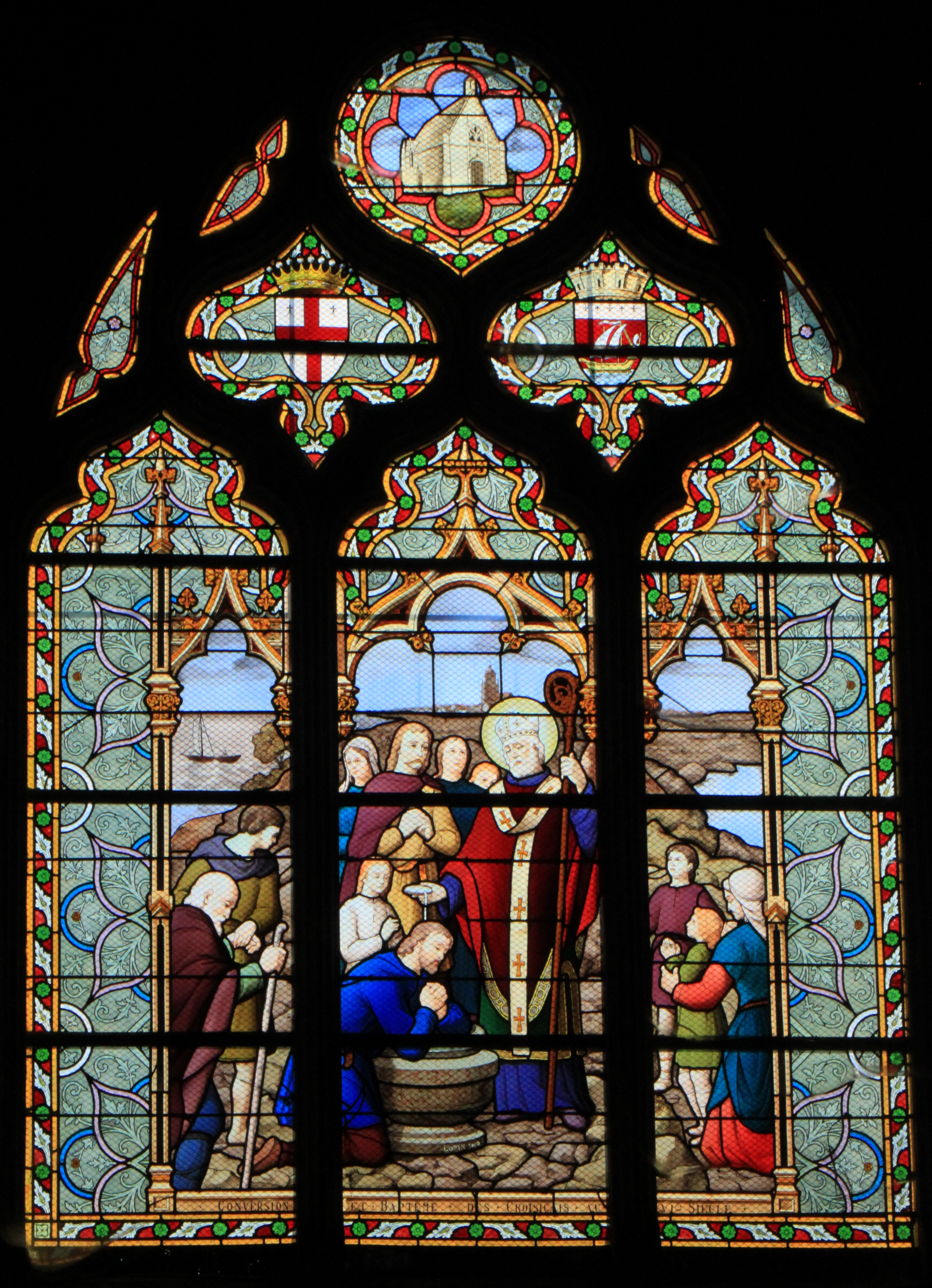
Vitrail de l'église Notre-Dame-de-Pitié représentant la chapelle du Crucifix et les premiers baptisés croisicais.

Le vocable de « crucifix » est rarement employé en France pour nommer les édifices religieux. Au Croisic, il rappelle la croix commémorative qu'a sans doute remplacée la chapelle.
Confisquée sous la Révolution française, la chapelle sert de magasin à poudre pendant la première moitié du XIXe siècle. Elle est rachetée en 1858 par l'abbé Bigaré, curé du Croisic, qui la revend en 1863 au baron Paul Caruel de Saint-Martin, à condition qu'elle retrouve sa vocation et ne soit jamais transformée en habitation. Le nouveau propriétaire, puis son gendre, le comte de Partz, restaurent l'édifice. De nouveaux vitraux portant les armes de ces familles sont placées à la fin du XIXe siècle. La charpente est quant à elle refaite.
La chapelle revient dans le patrimoine de la paroisse en 1912, grâce aux descendants de la famille de Partz,.

## Architecture
La chapelle possède un chevet à pans coupés très caractéristique. Le décor, de style gothique flamboyant, laisse une large place aux gâbles en accolade, aux fleurons et autres motifs très prisés à l'époque (gargouilles, cordelettes).

### Aspects extérieurs

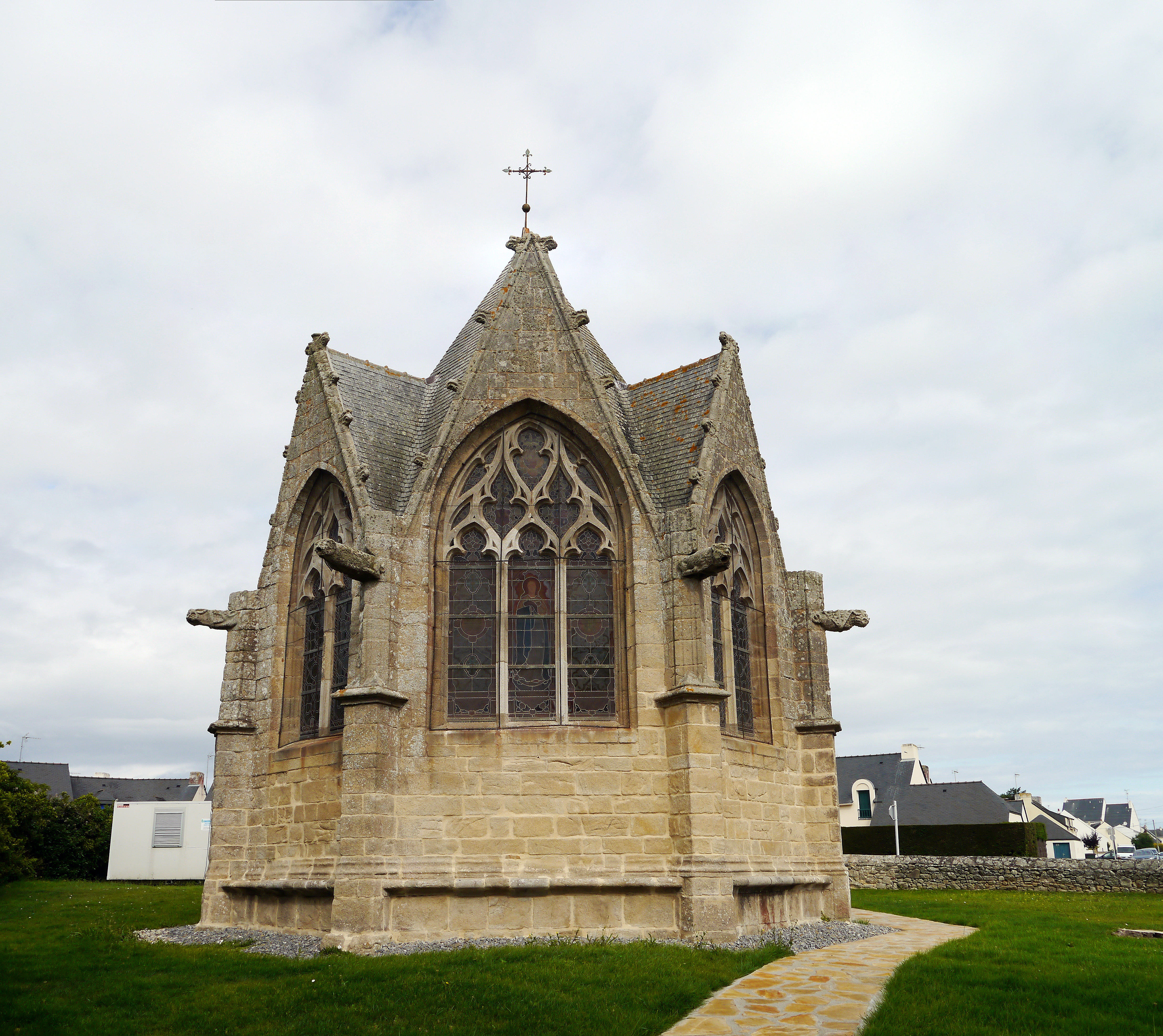
Le chevet.
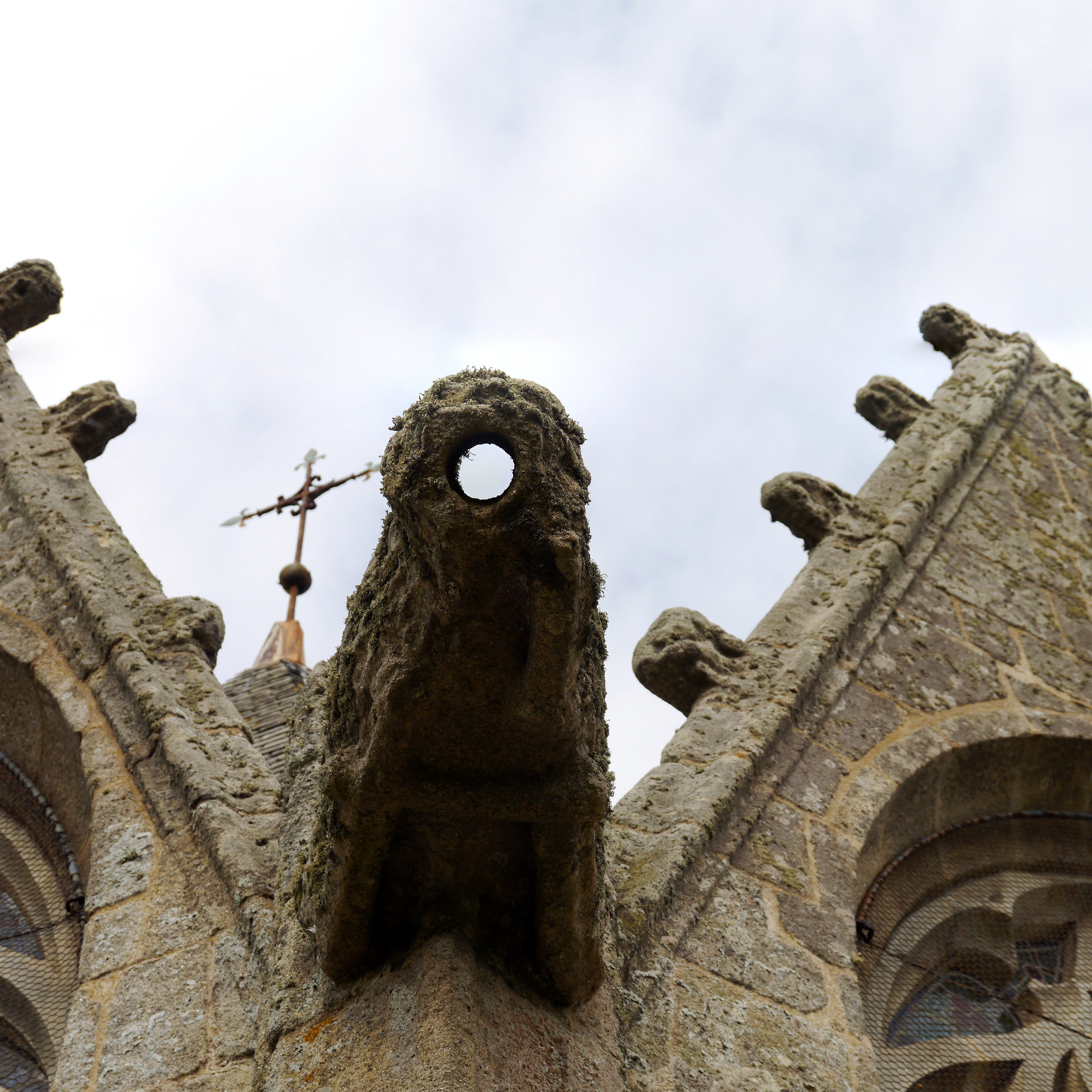
Gargouille.
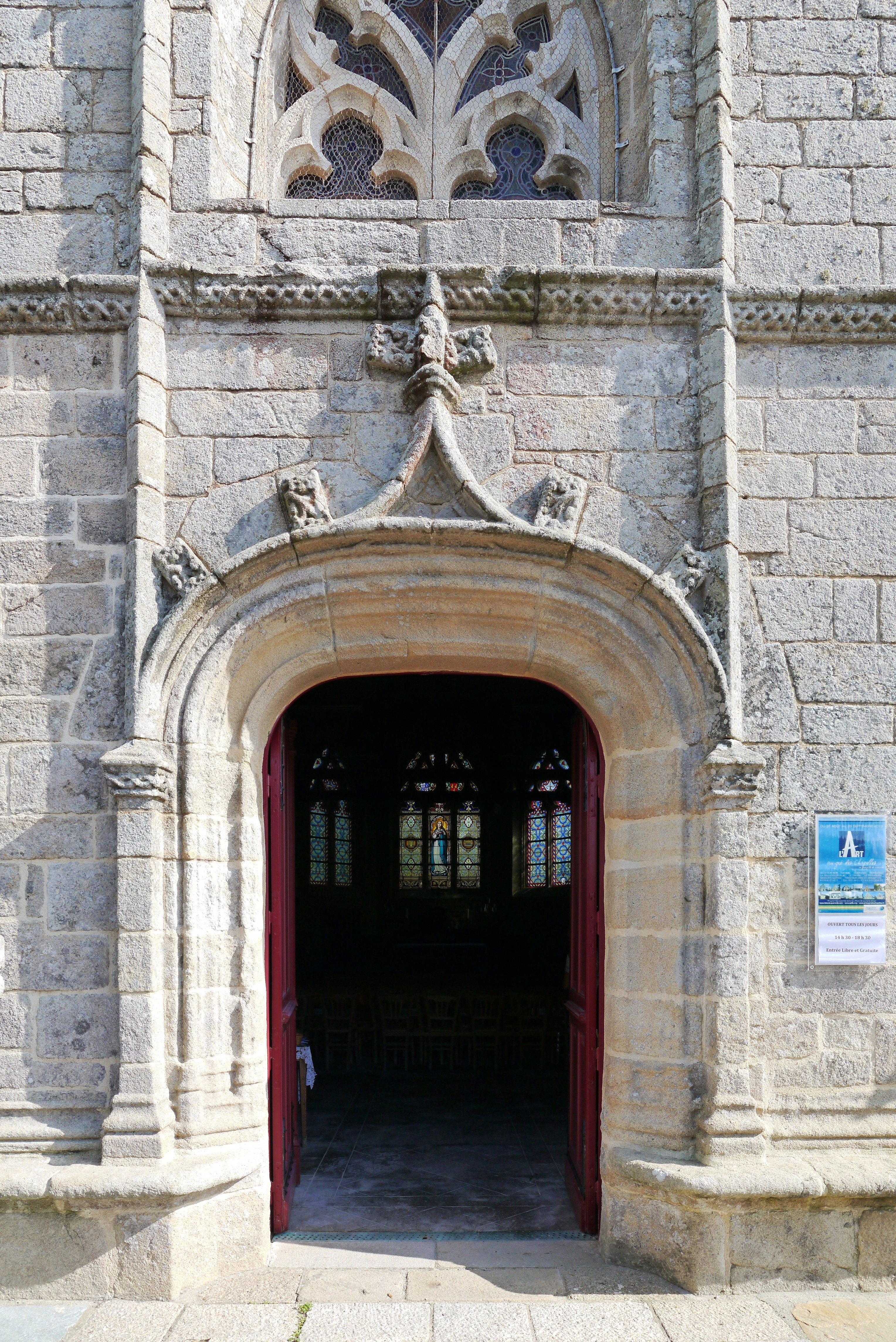
Portail.

### Charpente
La charpente reconstruite au XIXe siècle présente des engoulants (extrémité sculptée en forme de gueule).

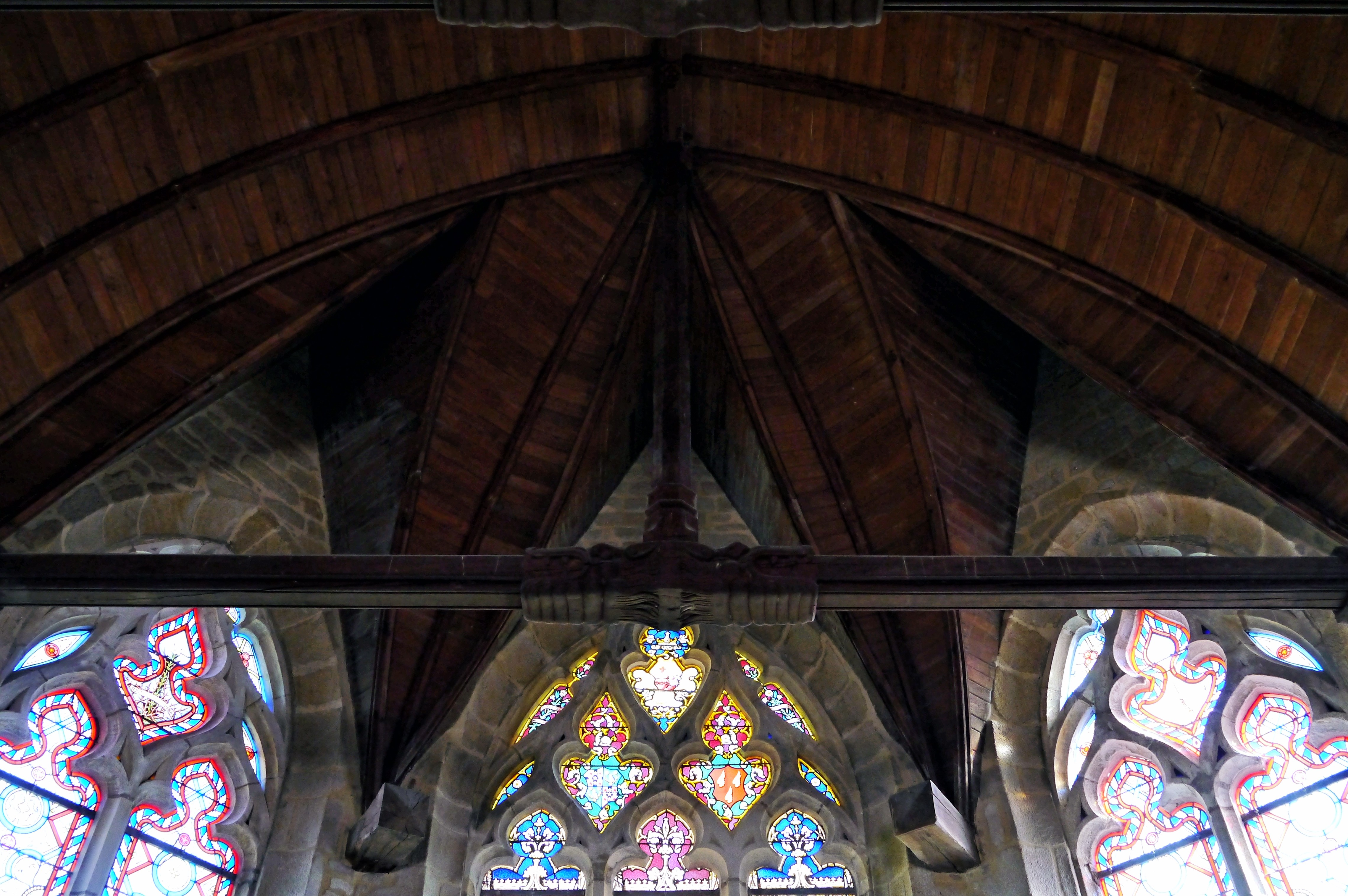
Charpente.
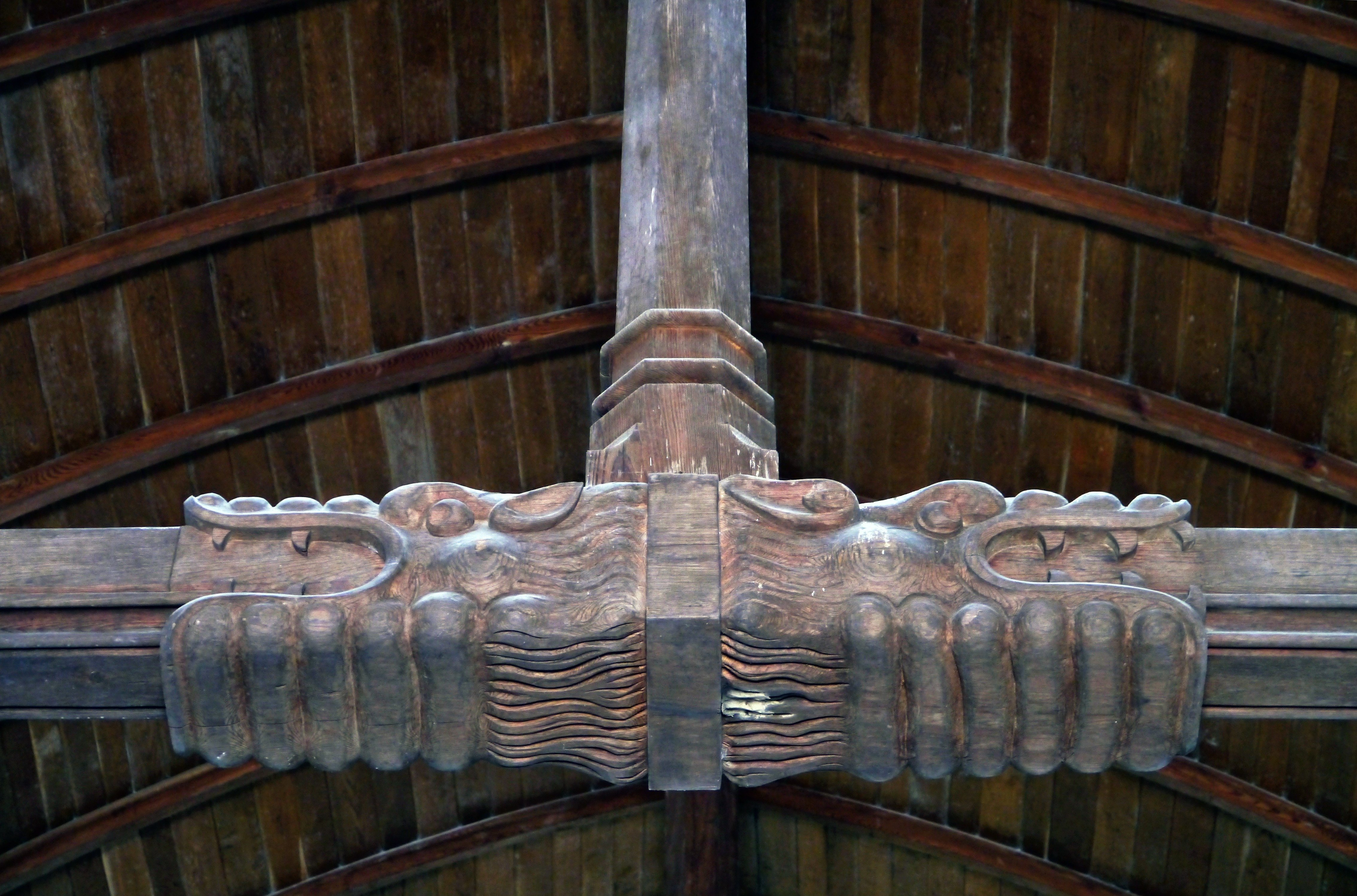
Poutre sculptée.

### Vitraux
Le vitrail représentant Notre-Dame comporte les armoiries des familles Caruel et Green.

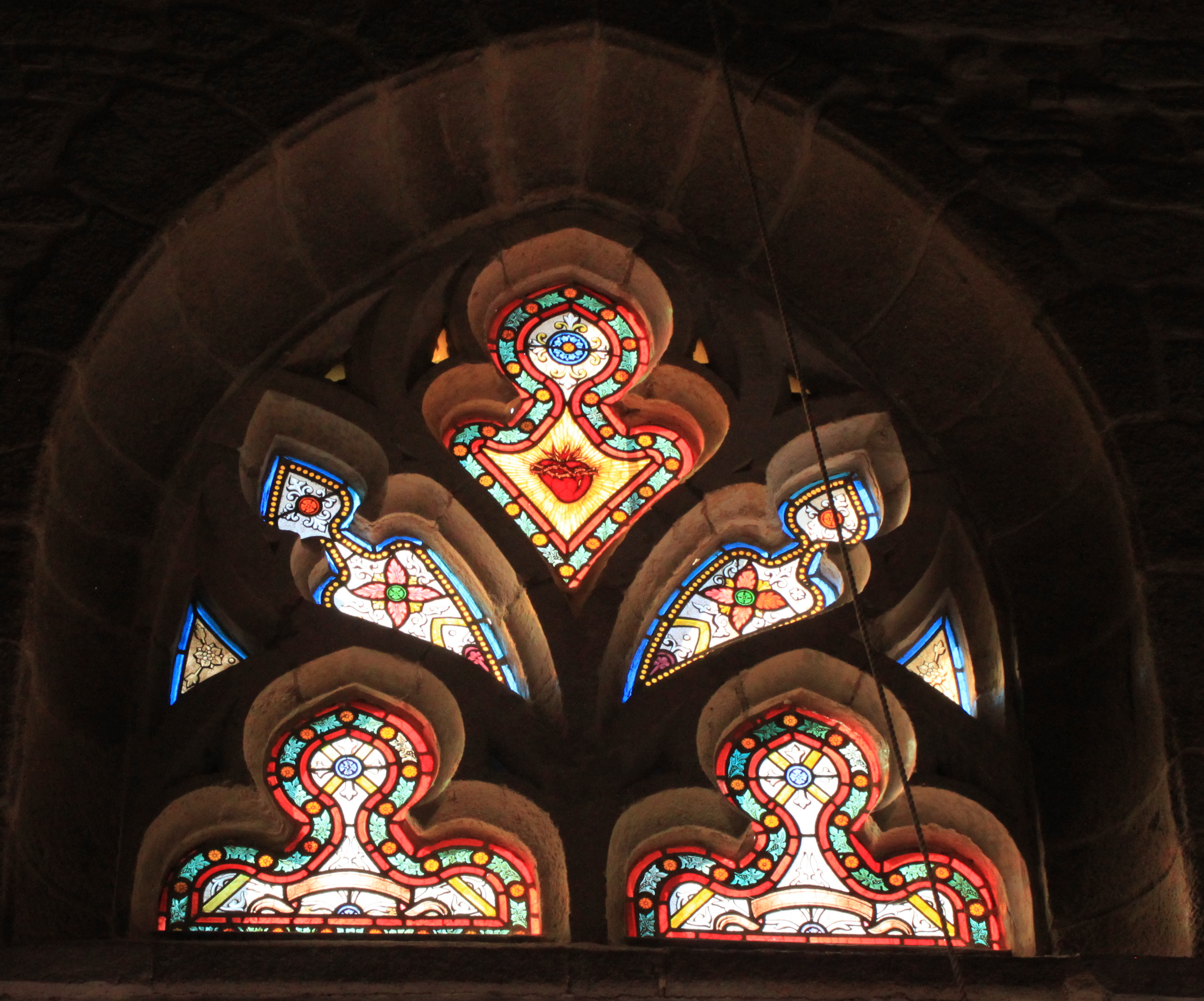
Rosace.
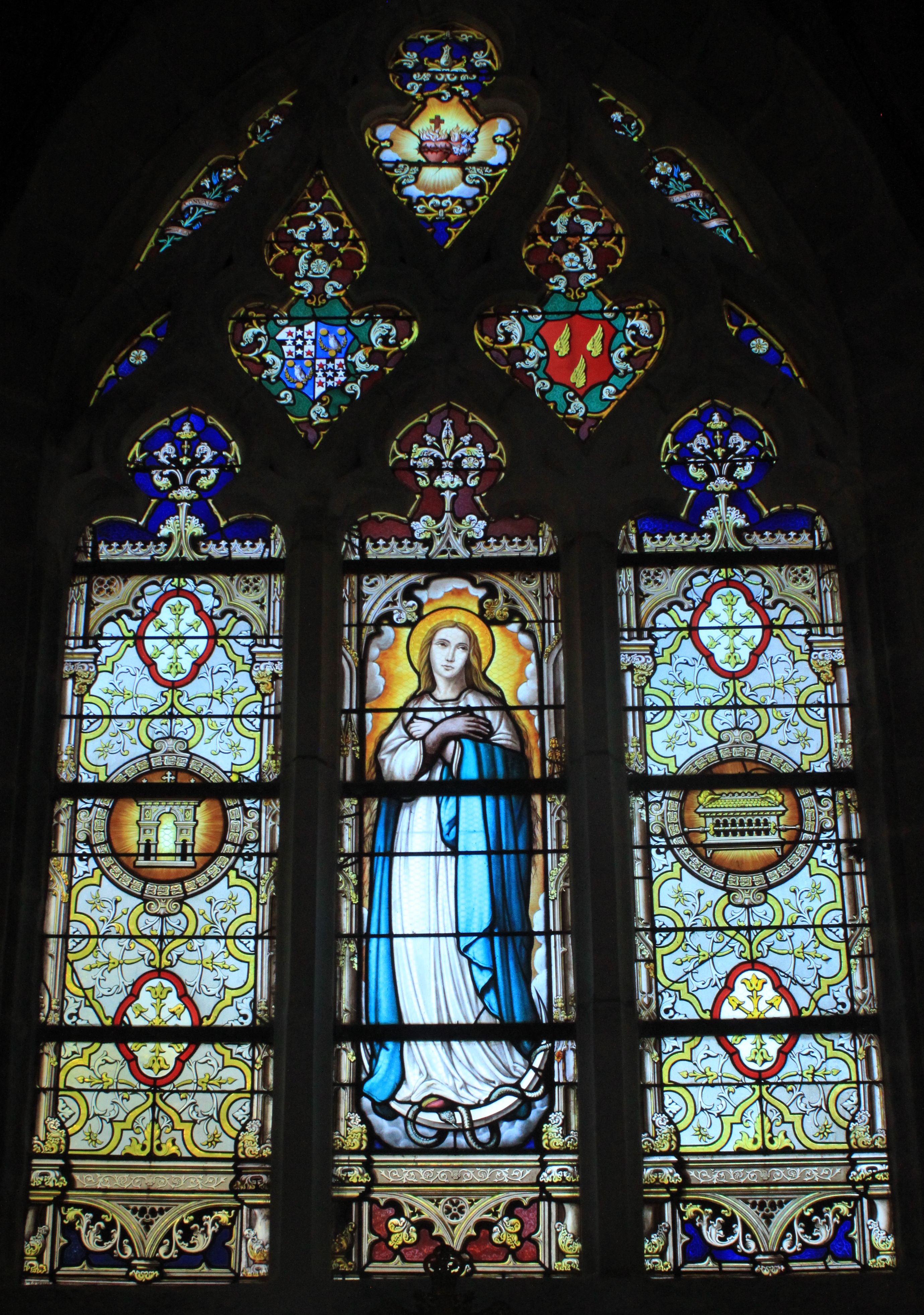
Vitrail de Notre-Dame.
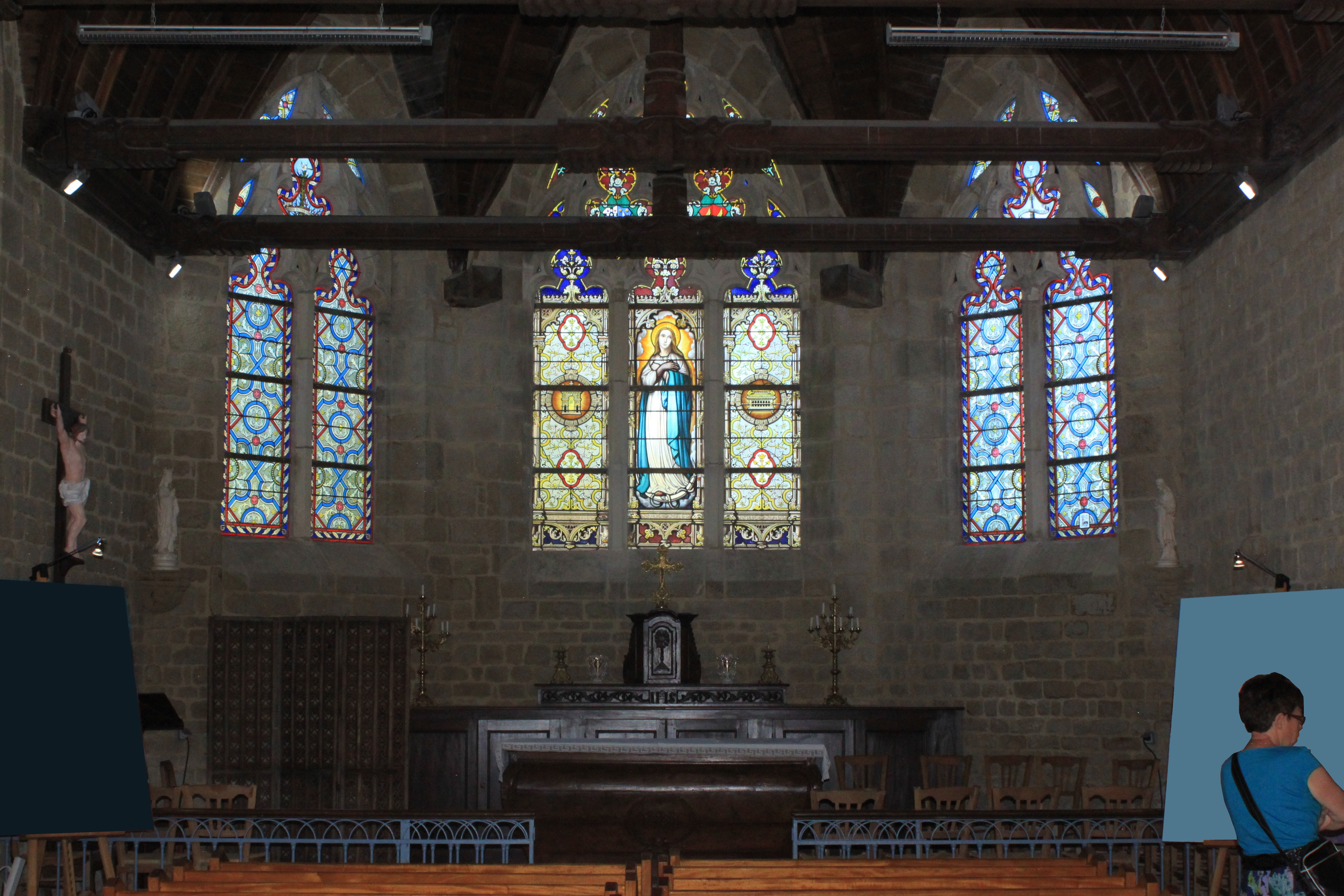
Le chœur.

### Statues
Les statues sont posées sur des consoles récentes (2012) et sont de matériaux différents : le plâtre pour les statues représentant Notre-Dame et le Sacré Cœur, la terre cuite pour saint Félix, un ange, un petit Jésus de Prague, saint Joseph et saint Vincent de Paul.

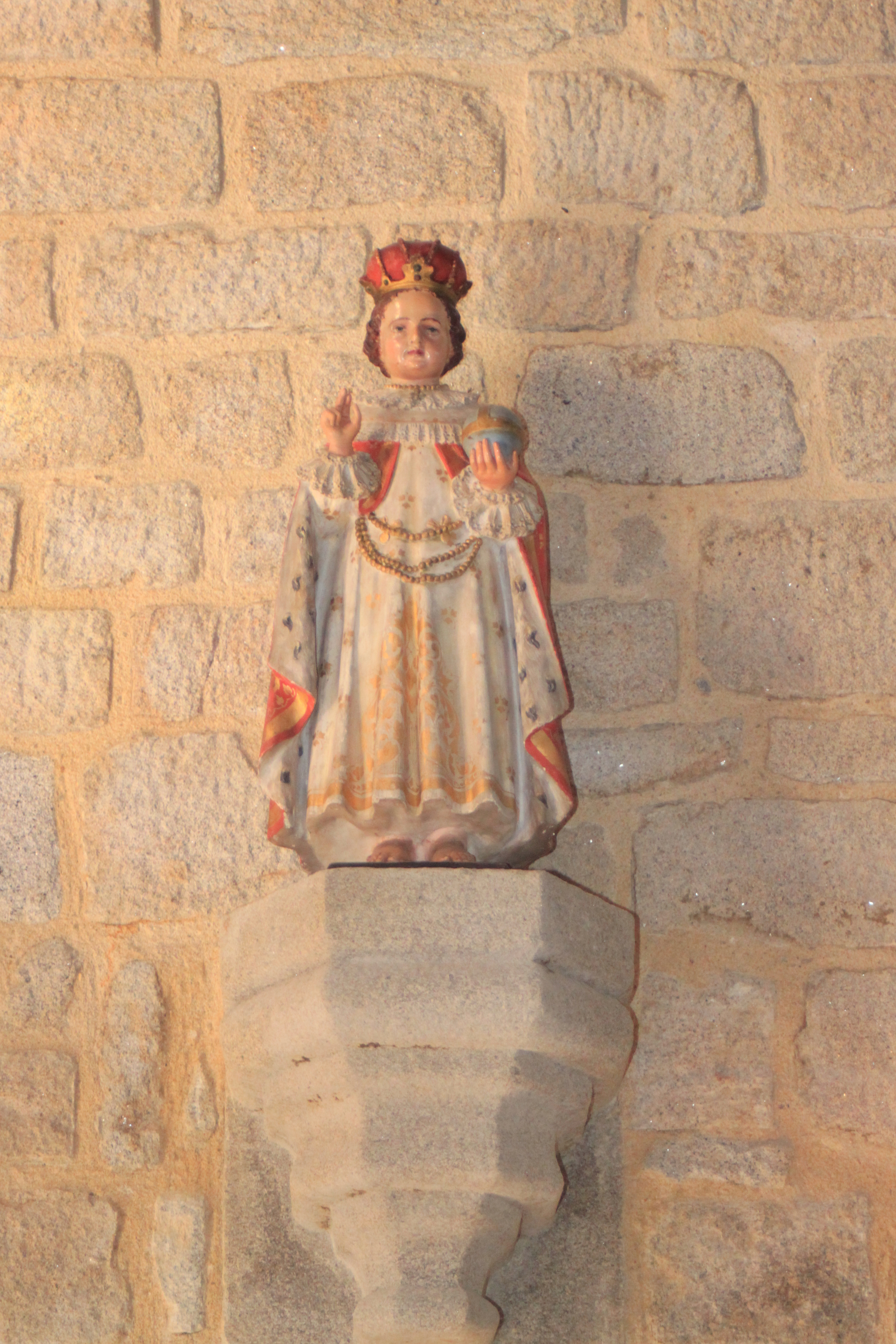
Statue de l'Enfant Jésus de Prague.
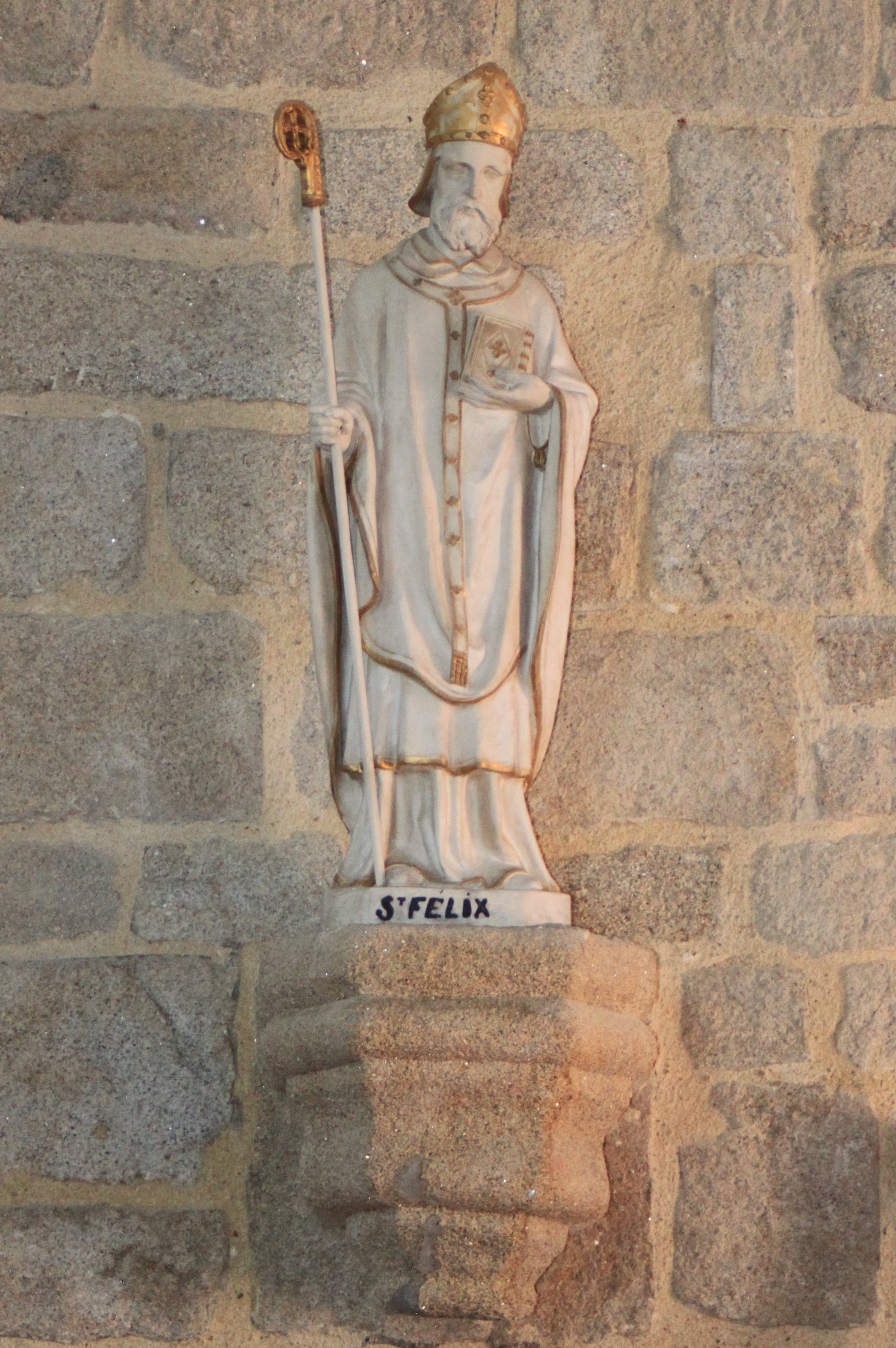
Saint Félix.